# Antonio Rodríguez Martínez
Antonio Rodríguez Martínez, conegut futbolísticament com a Toño (nascut el 17 de desembre de 1979 a Alacant), és un exfutbolista professional que jugava de porter.
Després de jugar 177 partits a Primera Divisió amb el Racing de Santander, amb el descens d'aquest a Segona, va fitxar pel Granada CF, i posteriorment per l'Elx CF i pel Rayo Vallecano, on es va retirar el 2017.